# 宇宙のファンタジー
「宇宙のファンタジー」（うちゅうのファンタジー、Fantasy）は、アース・ウィンド・アンド・ファイアーが1977年に発表した楽曲。

## 解説
1977年に発売されたスタジオ・アルバム『太陽神』(All 'N All) からシングルカットされた楽曲で、1978年の全米シングルチャートでは、Billboard Hot 100で32位、R&B Singlesで12位を記録。アメリカではあまりふるわなかったが、日本では当時のディスコブームに乗って人気を博し、1978年6月19日付のオリコン洋楽シングルチャートで1位を獲得した。全英シングルチャートでは最高14位まで達し、スウェーデンチャートでは2週に渡り8位を記録している。
デビュー40周年記念コンサートに合わせて企画された日本のファンによる人気投票で、「セプテンバー」(September) に次いで2位に選ばれているほか、2005年のアメリカ映画『Be Cool/ビー・クール』主題歌、2009年の日本のテレビドラマ『ラブシャッフル』主題歌 に起用されるなど、タイアップも多い。
2006年に発売されたアメリカのRockstar Games社のゲームソフト『グランド・セフト・オート・バイスシティ・ストーリーズ』では、ゲームの中に登場するソウルミュージックのラジオ局VCFL (VC FOR LOVERS) のサウンドトラックに使用されている。
また、おたっしゃクラブの1996年のアルバム『エンカトレイン Vol.2』では、本楽曲に乗せて「天城越え」を歌い、NHKのテレビ番組『ハッチポッチステーション』では、グッチ裕三がアース・ウィンド・アンドーナッツとして、本楽曲のパロディで「かあさんの歌」を歌った。

## フォーリーブスによる日本語カバー版
1978年7月1日にフォーリーブスの37枚目のシングルとしてCBS・ソニー（現：ソニー・ミュージックレーベルズ）から発売された。同メンバーの北公次が日本語詞を手掛けている。しかしレコードは原曲が圧倒的に多く売り上げたため、この日本語カバーが注目されることはほとんどなかった。

### 収録曲
※両曲共に作詞・作曲：E. Del Barrio, M. White, V. White、日本語詞：北公次、編曲:いしだかつのり
1. 宇宙のファンタジー
2. 銀河の覇者